# Satoru Kobayashi
Kobayashi Satoru (小林覚?) (5 de abril de 1959, Matsumoto, Japón) es un jugador de go profesional.

## Biografía
Kobayashi Satoru es un jugador de go profesional que juega para la Nihon Ki-In japonesa. Su nivel es 9 dan y es conocido por su estilo de pinzar. Tiene un hermano y una hermana que también son profesionales del go: Kobayashi Chizu y Kobayashi Kenji.

## Suspensión
A principios de 2001 Kobayashi fue suspendido por la Nihon Ki-In. Había lesionado accidentalmente a su oponente en la Copa Chunlan, Ryu Shikun, mientras bebía en un bar, haciendo gestos con la mano mientras sostenía una copa de brandy, rompiendo el vidrio y rajando la mejilla de Ryu Shikun y su propia mano. Kobayashi se ofreció a retirarse del go, pero la Nihon Ki-In le ofreció a cambio una suspensión. Los chinos y los coreanos pidieron clemencia para él y la suspensión fue reducida de un año a ocho meses y así Kobayashi pudo volver a jugar en septiembre.

## Campeonatos y subcampeonatos
| Título            | Años ganado |
| ----------------- | ----------- |
| Actuales          | 6           |
| Kisei             | 1995        |
| Gosei             | 1995        |
| Copa Agon         | 1998        |
| Copa NEC          | 1998        |
| Copa NHK          | 1995        |
| Ryusei            | 1996        |
| Extintos          | 4           |
| Shin-Ei           | 1982        |
| NEC Shun-Ei       | 1987        |
| Campeonato Hayago | 1999, 2000  |

| Título           | Años perdido      |
| ---------------- | ----------------- |
| Actuales         | 13                |
| Kisei            | 1996, 1997, 2007  |
| Meijin           | 2005              |
| Gosei            | 1990 - 1992, 1996 |
| Copa NEC         | 1985, 1996        |
| Copa Agon        | 1995              |
| Copa NHK         | 1989, 1996        |
| Extintos         | 2                 |
| Kakusei          | 1996              |
| Shin-Ei          | 1985              |
| Continentales    | 1                 |
| Copa TV Asiática | 1989              |
| Internationales  | 2                 |
| Copa Samsung     | 1997              |
| Copa Tong Yang   | 1997              |